# Kleider machen Leute (1940)
Kleider machen Leute ist ein deutscher Film von Helmut Käutner aus dem Jahr 1940 nach Motiven der Novelle Kleider machen Leute von Gottfried Keller (Erstveröffentlichung 1874). Die Hauptrollen werden von Heinz Rühmann und Hertha Feiler gespielt.

## Handlung
Der Film spielt in der Schweiz des Biedermeiers. Der in Seldwyla bei einem Schneidermeister arbeitende Geselle Wenzel sinniert über sein armseliges Dasein. Im Traum sieht er seinen Aufstieg zu einem gut gekleideten Herrn von Ansehen. Daraufhin passt er den in Auftrag gegebenen Frack des Bürgermeisters von Seldwyla auf seine eigene Körpergröße an. Er wird deshalb von seinem Meister hinausgeworfen. Anstelle ausstehenden Lohns behält Wenzel den Frack und trägt ihn auf seiner Wanderung zu einer nächsten Gesellenstelle. Er trifft auf den Puppenspieler Christoffel, der sich den Spaß erlaubt, den Frack tragenden Wenzel einem vorbeikommenden Kutscher als inkognito reisenden Grafen vorzustellen: Der „Graf“ verleugne zwar ständig seine Identität, müsse nun aber zu dem nahegelegenen Städtchen Goldach gebracht werden. Wenzel wird in die Kutsche komplimentiert und tritt die Fahrt mit scheinbar neuer Identität an. Als der Kutscher anhalten muss, da eine andere Kutsche auf der Straße liegen geblieben ist, begegnet Wenzel zum ersten Mal dem hübschen Fräulein Nettchen, der Tochter des wohlhabenden Tuchhändlers und Amtsrats von Goldach. Wenzel lässt Nettchen einsteigen. In Goldach angekommen, wird er mit allen Ehren empfangen, denn man hält ihn aufgrund seiner vornehmen Kleidung für einen „Grafen aus dem Russischen“. Zwar widerstrebend, jedoch in Ermangelung eigener Geldmittel, fügt Wenzel sich in die neue Rolle, die ihm aufgrund seiner Kleidung auch zunächst erlaubt, ohne Barschaft auszukommen.
Wenzel gewinnt beim Spiel mit den Ortshonoratioren eine größere Summe Geld. Vor allem aber findet er die Zuneigung Nettchens, die ihn wie alle anderen für einen Grafen hält. Lediglich der Goldacher Schneidermeister Melcher Böhni, der seit längerem seine Verlobung mit Nettchen betreibt, erahnt aufgrund kleiner Beobachtungen die falsche Identität Wenzels bzw. dessen richtigen Beruf.
Die Angelegenheit verkompliziert sich, als tatsächlich ein Adeliger, der russische Graf Alexeij Stroganoff, allerdings inkognito, in Goldach eintrifft. Stroganoff will mit seinem Inkognito eine in Goldach weilende Brieffreundin, das Fräulein von Serafin, auf ihre wahre, nicht durch adelige Äußerlichkeiten gelenkte Zuneigung hin überprüfen. Das Fräulein von Serafin hält jedoch inzwischen den vermeintlichen Grafen Wenzel für ihren Verabredungspartner. Der echte Graf erkennt rasch die Situation. Er gibt sich als Diener des Grafen Wenzel aus und überspielt öffentlich Wenzels Bestreben, die eigene falsche Rolle aufzudecken. Er stattet als dessen vermeintlicher Diener Wenzel mit Geld aus, kann auf diese Weise die Geschehnisse steuern und dabei beobachten, ob das Fräulein von Serafin den Unterschied zwischen dem vermeintlichen (Frack-)Adel und Stroganoffs „echtem Adel“ bemerkt.
Im Goldacher Karneval decken sich die Verhältnisse auf. Wenzel wird in einem von Melcher Böni eingefädelten, theatralischen Spiel von Bürgern aus Seldwyla als Schneider entlarvt. Er flüchtet in den Wald, wo er seinem Leben ein Ende machen will. Nettchen, die ihn liebt, auch wenn er kein Graf ist, findet ihn aber noch rechtzeitig.

## Produktionsnotizen
Der Film wurde vom 28. März bis zum Juli 1940 auf dem Freigelände Barrandov und im Atelier Prag sowie im Filmstudio Babelsberg und im UFA-Atelier Berlin-Tempelhof gedreht. Heinz Rühmann, der auch an der Herstellungsleitung beteiligt war, singt im Film das Lied Ein Schneider, der muß wandern, Hertha Feiler singt Taratata-iti. Uraufführung des Films war am 16. September 1940 in Konstanz, die Erstaufführung in Berlin am 23. Oktober 1940 im Marmorhaus. Im Fernsehen erfolgte die Erstsendung am 29. Januar 1957 durch die ARD.

## Kritiken
„Detailfreudig, atmosphärisch und brillant hat Helmut Käutner die Stimmung von Gottfried Kellers Novelle in filmgerechte Bilder umgesetzt. Die ironischen Weisheiten und boshaften Anspielungen Kellers wurden durch tragikomische Akzente ergänzt.“

„Eine vorzügliche Komödie in zart versponnener Romantik und satter Milieumalerei mit ironischen Lebensweisheiten.“